# 高麗營戰鬥
高麗營戰鬥發生於1933年9月26日－10月4日，地點則是在中國北平東北一帶，是國民革命軍內部所發生的內戰戰鬥之一。高麗營戰鬥的交戰雙方，一方為中央軍，另一方為吉鴻昌部隊。
馮玉祥所屬國軍吉鴻昌與宋哲元聯軍攻下北平（北京）東北市郊多處據點，進逼市中心。蔣中正所屬國民革命軍中央軍在撤退後，於十月初再度攻佔部分軍事據點。兩軍於4日戰鬥結束且對峙，期間兩軍皆遭受日軍轟炸與攻擊。10月16日，吉鴻昌部隊接受調解，撤回察哈爾。